# Braintree (Massachusetts)
Braintree è un comune (city) degli Stati Uniti d'America della contea di Norfolk nello Stato del Massachusetts. La popolazione era di 35.744 persone al censimento del 2010.

## Geografia fisica
Secondo lo United States Census Bureau, ha un'area totale di 14,5 miglia quadrate (37,6 km²).

## Storia
La città di Braintree fu pianificata nel 1625, colonizzata nel 1635 e incorporata nel 1640 e deve il suo nome all'omonima città nell'Essex. Successivamente da essa si separarono per i formare i comuni di Quincy (incorporato nel 1792), Randolph (1793), e Holbrook (1872). Braintree faceva parte della contea di Suffolk fino alla creazione della contea di Norfolk nel 1793.
La città di Braintree ha dato i natali ai presidenti John Adams e John Quincy Adams, così come dello statista John Hancock. Il generale Sylvanus Thayer, il "padre di West Point", è anche nato a Braintree, nella sezione della città oggi nota come Braintree Highlands.
Braintree è anche il luogo dei tristemente noti Sacco e Vanzetti, oltre che la casa di riposo del co-inventore del telefono Thomas A. Watson (vedi Watson Park).
La popolazione di Braintree è cresciuta di oltre il 50% nel corso degli anni 20.

## Società

### Evoluzione demografica
Secondo il censimento del 2000, a Braintree vivevano 33,828 persone.

### Etnie e minoranze straniere
Secondo il censimento del 2000, la composizione etnica della città era formata dal 93,96% di bianchi, l'1,18% di afroamericani, lo 0,11% di nativi americani, il 3,14% di asiatici, lo 0,03% di oceanici, lo 0,64% di altre etnie, e lo 0,95% di due o più etnie. Ispanici o latinos di qualunque etnia erano l'1,16% della popolazione.